# تاریک ماه
تاریک ماه، روستایی در دهستان دولاب بخش مرکزی شهرستان قلعه‌گنج در استان کرمان ایران است.

## کشاورزی
این روستا دارای زمین‌های به شدت حاصلخیز می‌باشد. بیشتر محصولات کشت شده در این روستا گندم، ذرت، هندوانه و خرما می‌باشد. از جمله محصولات کشاورزی دیگر می‌توان به گوجه فرنگی، ملون، طالبی، جانا، سیب زمینی، خیار سبز، فلفل دلمه، لوبیا سبز، پیاز، سیر، کنجد، ارزن، مرکبات، یونجه، جو و… اشاره نمود.

## جمعیت
بر پایه سرشماری عمومی نفوس و مسکن در سال ۱۳۹۵، جمعیت این روستا برابر با ۶۶۴ نفر (۱۶۶ خانوار) بوده‌است.